# Abulia
Az abulia a neurológiában az akarat vagy a kezdeményezőképesség hiányára utal, és a csökkent motiváció spektrumához tartozik az apátia és az akinetikus mutizmus között. Az abuliás képtelen önállóan döntést hozni, vagy cselekedni. Súlyossága változó; lehet enyhe, vagy súlyos is. Blocq-kórként is ismert az angolszász irodalomban, ami azonban vonatkozhat a koordináció hiányosságai miatt bekövetkezett járásképtelenségre is. Eredetileg az akarat rendellenességének tekintették.

## Tünetei
Az abulia 1838-tól ismert. Ebben az időben azonban kiforratlansága miatt különböző tünetekre utaltak vele, akár egymásnak ellentmondókra is. Azonosították motiválatlansággal, a kifejezőképesség, beszédkészség csökkenésével, lelassult, elnyújtott beszéddel, a kezdeményezőképesség és a spontán gondolatok mennyiségének csökkenésével. Ma ezeket a tüneteket hozzák vele kapcsolatba:
- Nehézség a bonyolultabb tervezést kívánó mozgások eltervezésében és kivitelezésében
- A spontán mozgás hiánya, vagy csökkenése
- A kért mozgásokat később kezdi el
- Passzivitás
- Csökkent érzelmi válaszadási készség és spontaneitás
- A társas érintkezés csökkenése
- Csökkent érdeklődés a kedvenc időtöltések iránt

Érintheti a táplálkozást is, különösen demencia esetén. A betegek akár órákig is a szájukban tarthatják vagy rághatják az ételt anélkül, hogy lenyelnék. Ez még nyilvánvalóbb, ha már megették az ételük egy részét, és már nincs étvágyuk.

## Elkülönítése más rendellenességektől
A neurológusok és a pszichiáterek szerint az abulia külön klinikai tényező, de nem egyeznek meg abban, hogy önálló betegség-e, vagy csak más, ismertebb betegségek tünete, mint például az Alzheimer-kóré. Habár 1838 óta ismert, sokféleképpen értelmezték: volt az akarat puszta hiánya, vagy az érzelmi és gondolati akciók csökkenése.
Egy kutatásban két mozgásterapeuta, két neuropszichiáter és két mozgási rendellenességek szakértője vett részt. Nem különítették el más csökkent motivációs kórképektől; szinonimaként használták az apátia és az abulia szavakat. Megosztottak voltak abban, hogy az abulia egy külön betegség, vagy inkább csak tünet. Négy szakértő megegyezett abban, hogy tünet. Egy másik kutatásban 15 neurológus és 10 pszichiáter vett részt. A kérdőívek a tünet vagy betegség kérdésen kívül tartalmaztak társuló betegségekre és kezelésre vonatkozó igaz-hamis kérdéseket is. A legtöbbjük megkülönböztette az akinetikus mutizmustól, a depressziótól és az alexitímiától, de csak 11 szakértő különítette el biztosan az apátiától, 8 kevésbé volt biztos, és 6 nagyon bizonytalan. Ők sem értettek egyet abban, hogy külön betegség, vagy csak tünet-e.
A motiváció kutatásának fő iránya az volt, hogy mely érzékszervi ingerekre figyelnek fel az állatok, és csak újabban foglalkoznak emberek biológiai hajtóerőn alapuló és érzelmi motivációjával a viselkedés hatására. Az akarat és a motiváció hiányának tulajdonított rendellenességek számát tekintve fontos lenne pontosabban meghatározni az apátiát és az abuliát.

## Okai
Az abulia okaként több okot is megjelöltek. A szakértők egyetértenek abban, hogy a frontális sérülésekkel, és nem az agytörzzsel vagy a kisaggyal függ össze. Egyre több bizonyíték van arra, hogy a középkérgi és a középlimbikus rendszer dopaminrendszer felel a motivációért és a jutalomra adott válaszokért, ezért az abulia a dopaminrendszer zavarának következménye is lehet. Különböző, a személyiséget is megváltoztató agysérülések is okozhatják, de a demenciák, traumák, agyi érkatasztrófák által is létrejöhetnek diffúz sérülések a jobb féltekében.

### A bazális idegszálak károsodása
A frontális lebeny és a bazális idegszálak sérülése érintheti a beteg kezdeményezőképességét a beszédben, a mozgásban, vagy a társas kapcsolatokban. A különböző kutatások szerint a traumatikus agysérültek 5-67%-a és a bazális idegszálak sérülésének 13%-a csökkenti a motivációt. Az amfetamin utóhatása is lehet. A rehabilitációt is megnehezíti, ha a beteg érdektelen a gyakorlatok iránt, és például nem kezd el járni, noha képes lenne rá. Meg kell különböztetni az apraxiától, amiben a tudatos mozgások megértése a nehéz, és ez okozza a csökkent mozgékonyságot.

### A capsular genu sérülése
Egy esettanulmány abuliáról és állandó zavarodottságról számol be két betegnél, akik a capsular genuban szenvedtek infarktust. A károsodások egy év után is kimutathatók voltak MRI-vel és neurofiziológiai módszerekkel. A capsular genu sérülése után gyakoriak a változások a viselkedésben és a gondolkodásban, mivel erre haladnak át a talamuszt és a kérget összekapcsoló idegszálak. Ezek egy bonyolult, a kérget és a kéreg alatti áramköröket magában foglaló rendszer részei, amelyek az egész agykéregből szállítanak információt a bazális idegszálakhoz. A kognitív képességek romlását az alsó és az elülső magokat érintő genu infarktusa okozza. A betegek az egy év múlva megismételt vizsgálatokon már nem mutatták ezeket a zavarokat, és nem voltak depressziósak, de még mindig csökkent volt a motivációjuk. Ezzel sikerült elhatárolni egymástól az abuliát és a depressziót.

### A cingularis anterior áramkörének károsodása
A cingularis anterior áramkör tartalmazza a cingularis anterior kérget, más néven a Brodmann-terület 24-et, és vetületeit a striatum ventraleban, benne a caudate ventromedialt. A kör a palladium ventraleban folytatódik, ami a talamusz ventalis anterior nucleusához kapcsolódik. Ez az áramkör létfontosságú a kezdeményezőképesség, a motiváció és a célirányosság számára, amelyek hiányoznak azokból a betegekből, akiknek csökkent a motivációjuk. A féloldali sérülés abuliát okoz függetlenül attól, hogy melyik oldal sérült. A kétoldali sérülés akinetikus mutizmusban mnyilvánul meg.

### A vascular caudate akut sérülése
Jól dokumentált, hogy a nucleus caudatus érintett a neurodegeneratív megbetegedésekben, mint például a Huntington-kórban. Egy esettanulmányban 32 itt sérült szélütéses közül 48%-ban jelentkezett abulia. A legtöbb ilyen esetben a sérülés a bal oldalon volt, és CT-vel vagy MRI-vel kimutathatóan egészen a putamenig húzódott.

## Felismerése
Az abuliát nehéz elkülöníteni az apátiától vagy az akinetikus mutizmustól; ennek következtében a beteg sokszor nem kap megfelelő kezelést. Ha apátiaként ismerik fel, akkor inkább fiziológiai kezelést alkalmaznak, pedig a motivációt kellene növelni. A legjobb módszer a beteg megfigyelése és a hozzátartozók kikérdezése, ami alapján összehasonlítható a beteg régebbi és újabb viselkedése, hogy tényleg csökkent motivációról van-e szó. A CT vagy az MRI segíthet kimutatni az agysérüléseket, melyek az abulia fő okának tekinthetők.

### Betegségek, amelyeket abulia kísérhet
- depresszió
- Skizofrénia
- Parkinson-kór
- Huntington-kór
- Progresszív supranuclearis bénulás
- Traumatikus agysérülés
- Agyi érkatasztrófa

### Alzheimer-kór
Az Alzheimer-kórosok 25%-50%-a csökkent motivációjú. Bár a depresszió is gyakori ezekben a betegekben, a motiválatlanságot mégsem lehet a depresszióra fogni, mivel az Alzheimer-kórosok többsége nem depressziós. Több tanulmány szerint is az abulia inkább a súlyosabb demenciákban gyakoribb, amit az agy prefrontális területének csökkent anyagcseréje okozhat. A statisztikai adatok szerint az abuliás Alzheimer-kórosok átlagban idősebbek a többi Alzheimer-kórosnál. Ezzel együtt az enyhe Alzheimer-kórosok 14%-áról a súlyosak 61%-ára nőtt, ami inkább az idősebbeknél alakul ki.

## Kezelése
Az abuliát gyógyszerekkel kezelik, többek között antidepresszánsokkal. Az antidepresszánsok nem mindig hoznak jobbulást, ezért más módszereket is használnak. Az első lépés az általános egészségügyi állapot felmérése, és a könnyen leírható panaszok leírása. Ez jelentheti a rohamok vagy a fejfájás kontrollálását, a gondolkodási vagy az érzékelő-mozgató veszteségek rehabilitálása, a látás, a hallás és a beszéd feljavítása. Ez szintén segíti a motiválást, mert a jobb fizikai állapot a funkcionális hajtóerőt is növeli, és ez a beteg várakozásait is javítja a cselekvés sikerességéről.
A kezelés lépései:
- Az egészségügyi állapot stabilizálása
- A többi, csökkent motivációt okozó tényező felismerése és kezelése
- A motiváció csökkenését okozó gyógyszerek kiiktatása vagy adagjuk csökkentése
- A depresszió kezelése, ha jelen van
- A motiváció növelése stimulánsokkal, dopamin agonistákkal, kolineszterenáz inhibitorokkal és más szerekkel.[1]